# Heartbeats (José González)
Heartbeats is een nummer van het Zweedse elektronische muziekduo The Knife uit 2002. In 2006 bracht de Argentijns-Zweedse singer-songwriter José González een cover van het nummer uit , als eerste single van zijn debuutalbum Veneer.
De versie van The Knife werd alleen een hit in hun thuisland Zweden. Gonzaléz scoorde een internationale hit met zijn cover, nadat het gebruikt werd in een reclame voor Sony Bravia, waarin talloze gekleurde stuiterballen door de straten van Russian Hill in San Francisco stuiteren. Hierdoor won het nummer ook aan populariteit in het Nederlandse taalgebied. Hoewel de Nederlandse Top 40 of Tipparade niet werd gehaald, kwam het wel op de 56e positie terecht in de Nederlandse Single Top 100. In de Vlaamse Ultratop 50 had het meer succes, met een 20e positie.

## Tracklijst
- Cd-single

1. "Heartbeats"- 2:38
2. "Suggestions" - 2:38